# しのだひでお
しのだ ひでお（1939年11月15日 - 2022年8月20日、本名：篠田英男）は、日本の漫画家。元大垣女子短期大学教授・副学長。鳥取県日野郡溝口町（現・西伯郡伯耆町）出身。篠田ひでおとも表記。もっぱら小学館の学年誌や学研の雑誌等に掲載される児童漫画の領域で活躍した。

## 経歴
鳥取県立鳥取西高等学校卒業後、1958年（昭和33年）に上京し、19歳の時に手塚治虫のアシスタントとなり、1959年（昭和34年）、20歳で少女漫画で独立しデビュー。
上京時に手塚が引っ越したあとの並木ハウスの部屋を譲ってもらい、近所のトキワ荘へたびたび遊びに行っていたことから藤子不二雄の両人と親しくなり、藤子スタジオの社員ではなかったにもかかわらず、専用の机が用意され、『怪物くん』『黒イせぇるすまん』などの多くの作品で作画協力アシスタントを務めた。
「藤子不二雄としのだひでお」の名義で発表された『ぼくんちのタコくん』（1965年〜1967年）は、安孫子素雄としのだの合作。翌年から連載された『ベラボー』（1968年〜1969年）は藤本弘としのだの合作である。『ベラボー』は「藤子不二雄 協力・しのだひでお」名義で連載されたが、のちに「藤子不二雄としのだひでお」名義となった。
1969年の秋には『ドラえもん』と『モジャ公』の連載開始で藤本が多忙となったため、『ドラえもん』と同時掲載となった『ウメ星デンカ』7回分（3誌の合計）の作画をしのだが担当した。藤本が原稿用紙にラフな人物配置とネームを書き、しのだが下描きとペン入れを行った。
児童誌でのテレビコミカライズ作品を多く手掛けたが、『コロコロコミック』に連載した「藤子不二雄のまんが入門」や「ドラえもんの発明教室」でも知られ、学習漫画の分野でも数多くの作品を執筆している。
弟の篠田伸夫が岐阜県副知事だった縁から、1995年より大垣女子短期大学デザイン美術科で非常勤講師として教え、のち同教授ならびに副学長を務めたが、2011年に退任した。以降は日本総合ビジネス専門学校の客員教授を務めていた。
2022年8月20日、病気のため死去。82歳没。死去のニュースは同年10月に公表された。

## 作品リスト
- 板チョコ天使（たのしい三年生 1959年）
- その手を見ろ（少年クラブ 1959年）[6]
- 野球凡太郎 （少年クラブ 1959年）[7]
- いたずらきょうだい（少年クラブ 1960年）[8]
- ロケットマウス（たのしい三年生 1960年）
- ろけっとそんごくう（たのしい一年生 1961年）
- サボテン三人組（たのしい三年生 1961年）
- ちびっこ怪獣ヤダモン（原作：うしおそうじ、たのしい幼稚園 1967年12月号 - 1968年8月号）
- おらぁグズラだど（小学一年生 1968年）
- ネコジャラ市の11人（小学一年生 1970年）
- 宇宙時代に挑戦 クイズ21世紀（少年チャンピオン 1970年1号 - 35号）[9]
- ウメ星デンカ（小学一年生・小学二年生・小学三年生 1970年1月号 - 2月号または3月号）3誌の連載の最後の合計7回分を作画担当。藤子・F・不二雄大全集版ではしのだ版と藤本版の最終回がすべて収録されている。
- 世界珍奇コンテスト（週刊少年チャンピオン 1970年31号）[10]
- 夏休み大作戦（週刊少年チャンピオン 1971年34号 - 35号）[11]
- ガンバルマン（小学一年生 1971年10月号 - 1972年7月号）[12]
- 怪獣ダイゴロウ（小学五年生 1972年4月号 - 1973年3月号）
- ジャングル黒べえ（原作：藤子不二雄、小学六年生 1973年6月号 - 9月号）
- カリメロ（小学一年生 1974年9月号 - 1975年）
- ドラえもん (てれびくん　1977年9月号 - 1978年4月号)
- ドラえもんの発明教室（小学五年生 1986年4月号 - 1989年3月号、小学六年生 1986年4月号 - 1989年3月号 全2巻）
- がんばれ!!ロボコン（原作：石森章太郎、小学一年生 1975年7月号 - 1977年5月号）
- ロボコンの算数教室（小学二年生1975年9月号 - 1976年3月号）
- ドラえもんの英語教室（小学六年生 1976年10月号 - 1984年3月号）
- ロボット110番（原作：石森章太郎、小学一年生 1977年6月号 - 1978年3月号）
- オバケのQ太郎（原作：藤子不二雄、小学一年生 1985年7月号 - 1987年3月号、小学三年生 1985年4月号 - 1987年3月号、小学六年生 1985年5月号 - 1987年3月号）
- 悪魔っ子ゴミタン
- ぼくんちのタコくん（「藤子不二雄としのだひでお」名義、1965年 - 1967年）※安孫子素雄との合作。
- ベラボー（「藤子不二雄　協力・しのだひでお」→「藤子不二雄としのだひでお」名義、1968年 - 1969年）※藤本弘との合作。
- ドラQパーマン（「藤子不二雄&しのだひでお」名義、コロコロコミック 1979年8月号）※藤本弘との合作。
- はじめ人間ゴン（原作：園山俊二）
- 板チョコ天使
- タラントくん
- パンパカ学園（週刊少年マガジン 1969年1号 - 1972年31号）[13]
- わかとり国体（1985年開催の第40回国民体育大会）のキャラクター・「わかとりくん」「わかこちゃん」[14]
- 学研まんが「地球のひみつ」
- 学研まんが「恐竜化石のひみつ」
- 学研まんが伝記シリーズ「リンカーン」
- 学研まんが伝記シリーズ「キリスト」
- 学研まんが伝記シリーズ「ライト兄弟」（横田とくおと共著）
- オバケのQ太郎 ワンワンパニック裏技虎の巻
- ドラえもんのもの知り統計博士（原案：藤子不二雄、1985年）[15]

## その他
- 藤子・F・不二雄大全集『ベラボー』（2011年、小学館） - 解説を執筆。